# Fráňa Velkoborský
Fráňa Velkoborský (6. ledna 1900, Hromnice u Plzně – 8. listopadu 1958, Ústí nad Labem) byl český básník, dramatik, textař a prozaik, autor knih pro mládež.

## Život
Narodil se jako syn nadlesního v osadě Býkov, která patří k obci Hromnice, kde chodil do základní školy. Do měšťanky chodil Přešticích a obchodní akademii absolvoval v Plzni. Poté studoval v Ženevě na Institutu Jeana-Jacquese Rousseaua a na Mezinárodní škole křesťanského sdružení mladých lidí YMCA. V letech 1923–1952 pracoval jako sekretář YMKY v Banské Bystrici, v Bratislavě a v Hradci Králové a jako její zástupce procestoval Švédsko, Švýcarsko, Polsko, Finsko a Anglii. Když byla YMCA nucena ukončit svou činnost, pracoval nejprve jako topič a údržbář v kotelně v Ústí nad Labem a pak jako správce domova důchodců v Doběticích. Zemřel tragicky následkem pádu do sklepní šachty.
Debutoval roku 1925 sbírkou křehké reflexivní lyriky Tiché průboje a celkem vydal osm básnických sbírek převážně s meditativním a nostalgickým vyzněním, zachycujících zpočátku rozpor mezi nadějemi mládí a nebezpečími, které je ohrožují, poté vyjadřující pokoru před tajemnými přírodními silami.
Jako autor knih pro mládež upravil mýty, pověsti a pohádky severoamerických Indiánů a napsal dobrodružnou povídku Jabloňová stezka z doby osidlování Ameriky na přelomu 18. a 19. století.
Byl otec překladatele Jana Petra Velkoborského.

## Dílo

### Časopisy
Publikoval, zejména pro děti, v řadě časopisů a deníků jako Lidové noviny, Mladý hlasatel, Právo lidu, Pestrý týden aj.

### Knižní vydání
- Tiché průboje (1925), sbírka básní,
- Srdce a zrada (1926), sbírka básní,
- Barvy severu (1928), sbírka básní,
- Sníh na horách (1928), sbírka básní,
- Jediný ve světě (1928), sbírka básní,
- Vděčný skřítek. Laponská pohádka. Pestrý týden 12, 1937, 43, s. 19.,
- Ruka na jílci (1939), sbírka básní,
- Ovčí ostrov (1944), rozhlasová hra,
- Sobolí plášť (1944), rozhlasová hra,
- Balada z hor (1944), divadelní hra, knižně 1946.
- Naše zvířátka (1947), sbírka básní pro děti,
- Čtvero ročních časů (1947), sbírka básní.
- Ze světa rudých tváří (1957), převyprávěné mýty, pověsti a pohádky severoamerických Indiánů.
- Jabloňová stezka (posmrtně 1958), dobrodružná povídka pro mládež z doby osidlování Ameriky na přelomu 18. a 19. století o životě Jonathana Chapmana.